# 1897 en architecture
| Années de l'architecture : 1894 - 1895 - 1896 - 1897 - 1898 - 1899 - 1900    |
| Décennies de l'architecture : 1860 - 1870 - 1880 - 1890 - 1900 - 1910 - 1920 |

Cet article présente les faits marquants de l'année 1897 en architecture.

## Réalisations
- Construction du temple de Quanhua à Taïwan
- Construction de l'Église Notre-Dame-de-la-Délivrance à La Réunion en France
- Construction du Chicago Cultural Center à Chicago

## Événements

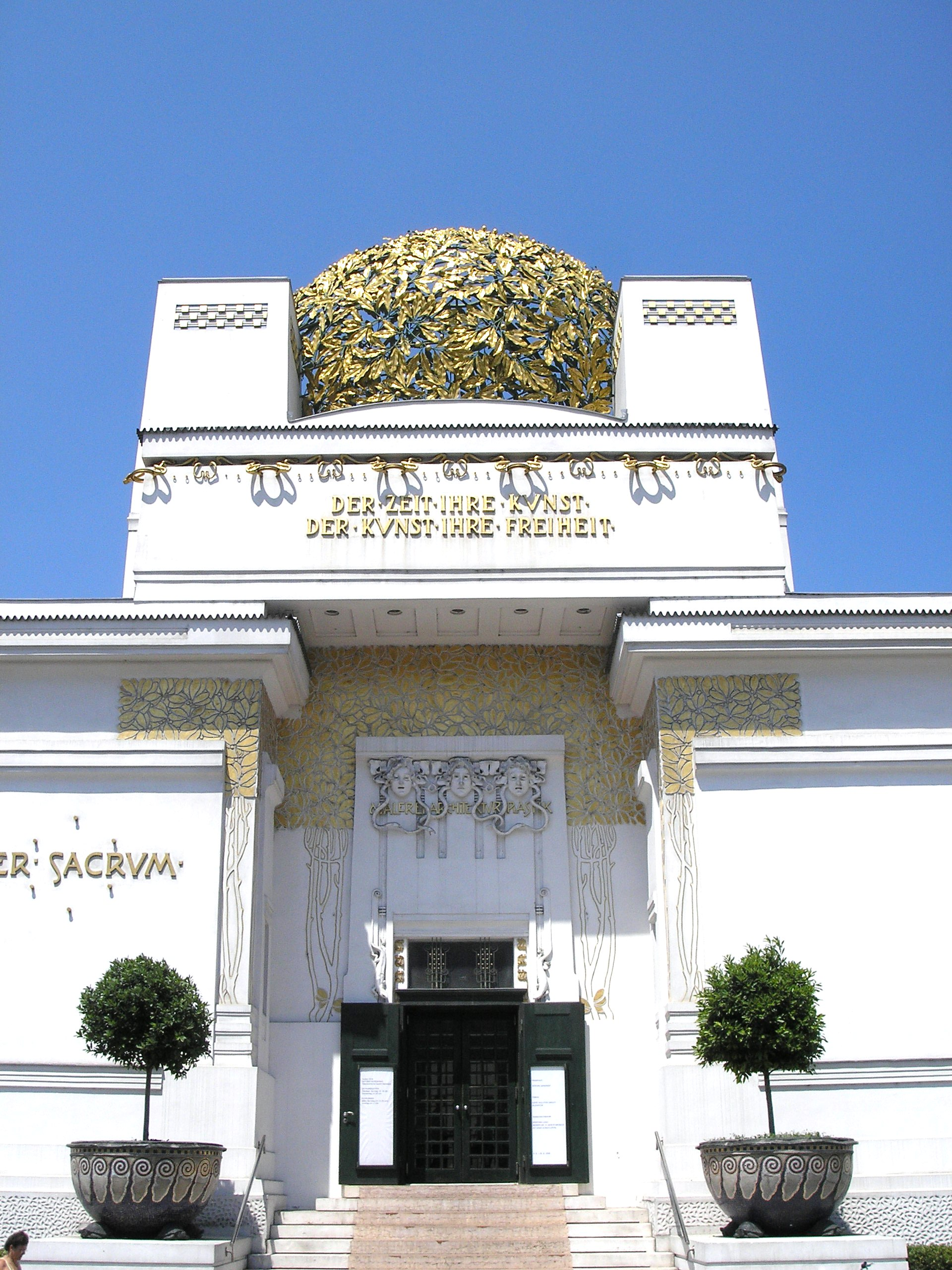
Le bâtiment du Wiener Secession

- Fondation du Wiener Secession par, entre autres, Otto Wagner, Joseph Maria Olbrich et Josef Hoffmann.

## Récompenses
- Royal Gold Medal : Pierre Cuypers.
- Prix de Rome : Léon Chifflot.

## Naissances
- 23 janvier : Margarete Schütte-Lihotzky († 18 janvier 2000).
- 8 avril : Charles Agree († 10 mars 1982).
- 26 juillet : Karo Halabyan architecte soviétique d'origine arménienne († 5 janvier 1959).
- 29 août : Victor Bourgeois (†  24 juillet 1962).
- 14 décembre : Jean Niermans († 26 février 1989).